# Unibail-Rodamco-Westfield
Unibail-Rodamco-Westfield ist ein französisches Immobilien- und Investmentunternehmen, das durch die Fusion der Unternehmen Unibail (Frankreich) und Rodamco Europe (Niederlande) sowie durch die Übernahme der Westfield Corporation (Australien) entstanden ist.

## Geschichte
Die Einkaufszentrumbetreiber Unibail und Rodamco waren 1968 in Paris bzw. 1979 in Rotterdam gegründet worden. Unibail und der europäische Teil von Rodamco schlossen sich 2007 zusammen zu Unibail-Rodamco mit Sitz in Paris. 2018 wurde die australische Westfield Corporation mit Einkaufszentren in den USA und dem UK übernommen. Seitdem firmiert das Unternehmen unter dem Namen Unibail-Rodamco-Westfield.

## Unternehmen
Seit Juli 2014 hält Unibail-Rodamco 91,15 % an der deutschen mfi-Gruppe; 2015 firmierte mfi in Unibail-Rodamco Germany um.
Unibail-Rodamco-Westfield ist an den Börsen Euronext Amsterdam und Euronext Paris gelistet. Eine Zweitnotiz wurde in Australien durch „Chess Depositary Interests“ eingerichtet. Die Gruppe genießt ein Rating in der A-Kategorie bei Standard & Poor’s, Moody’s und Fitch Ratings.
Unibail-Rodamco-Westfield ist Eigentümer vieler Geschäftsgrundstücke, insbesondere von Einkaufszentren, aber auch von Büroräumen und Veranstaltungshallen. Das Unternehmen ist zudem Einzelhandelsbetreiber an US-amerikanischen Flughäfen. Die im Eigentum des Unternehmens befindlichen Grundstücke verteilen sich auf über 27 Großstädte in 12 Ländern auf zwei Kontinenten. Unibail-Rodamco-Westfield betreibt 92 Center weltweit.
Zu den erfolgreichsten zählen Westfield Stratford in London mit 49 Millionen Besuchern pro Jahr oder das Quatre Temps in Paris mit 42 Millionen Besuchern pro Jahr. In Deutschland zieht das Centro Oberhausen mit etwa 15 Millionen die meisten Besucher pro Jahr an. Insgesamt kommen 1,2 Milliarden Menschen jährlich in die Center der Gruppe. Der Gesamtwert des Bestandsportfolios der Unternehmensgruppe beläuft sich auf 50 Milliarden Euro.

## Projekte

### Tour Triangle
Das Subunternehmen Viparis – einer Tochter-Holding von Unibail-Rodamco-Westfield – baut seit 2022 den umstrittenen Wolkenkratzer Tour Triangle, auch bekannt als Projet Triangle oder einfach Triangle, auf dem Messegelände Messe Paris in Paris.

### Westfield Hamburg-Überseequartier
In der Hamburger Hafencity wurde 2025 von Unibail-Rodamco-Westfield ein Einkaufs- und Erlebniszentrum mit einer Gesamtfläche von 419.000 Quadratmetern fertiggestellt und am 8. April 2025 eröffnet. Vorher angekündigte Starttermine konnten nicht eingehalten werden. Besonders in der Kritik steht das Unternehmen außerdem wegen der schlechten Arbeitsbedingungen. Es verstarben 6 Arbeiter durch Unfälle auf der Baustelle.